# Corni (okręg Gałacz)
Corni – wieś w Rumunii, w okręgu Gałacz, w gminie Corni. W 2011 roku liczyła 787 mieszkańców.